# Джери Хънтър
Джери Хънтър (на английски: Jerry Hunter) е американски учен и писател на произведения в жанра исторически роман, детска литература и историческа документалистика. Пише на уелски език и ентусиазиран защитник на уелския език и литература.

## Биография и творчество
Джери Хънтър е роден на 13 януари 1965 г. в Синсинати, Охайо, САЩ. Следва английска филология и получава бакалавърска степен от университета на Синсинати, където се запознава с уелската литература. После учи уелски език в интензивен курс в Университетът на Уелс в Лампитър, а след това получава магистърска степен по уелска филология и философия от Университет Аберистуит.
След дипломирането си се връща в Синсинати и работи като учител, помага във фермата на баща си и като служител на Грийнпийс. Получава докторска степен от Харвардския университет след изучаване на келтски езици и литература. После известно време изнася лекции в университета преди да се върне в Уелс. Преподава в Кардифския университет и в Университета в Бангор от 2003 г., където е професионален заместник-канцлер. Основател е на групата за натиск „Общество“ и е бивш редактор на литературното периодично издание на Уелската академия Taliesin.
Първата му книга „Английският второкурсник“ (Soffestri'r Saeson) е издадена през 2000 г. Тя е сборник от пет научни есета, изследващи как историографията и идентичността на уелската нация са отразени в литературата на Тюдорите с позоваване на хрониката на Елис Гърфид и стихотворенията на Дафид Луид от Матафарн, както и използването на пророчеството като политическа пропаганда в епохата. Книгата е номинирана за наградата Книга на годината в Уелс през 2001 г.
Следваща му книга „Прахът на нациите“ (Llwch Cenhedloedd) от 2003 г. Тя представя историята на американската гражданска война въз основа на доказателства на уелски език – писма и други материали, написани и публикувани на уелски от двете страни на Атлантика. Книгата печели наградата Книга на годината в Уелс през 2004 г.
Първият му роман за юноши „Конят от облаците“ (Ceffylau'r Cymylau) е издаден през 2010 г. Той е съвременен преразказ на средновековната легенда за уелския бард Мирдин Уилт и сестра му Гуендид.
Същата година е публикуван и романа му „Вечеря“ (Gwenddydd), който представя драматичната история на връзката между войник и медицинска сестра и ужасите от преживяванията им по време на Втората световна война. Романът печели медал за проза от Националния фестивал „Айстедфод“ на Уелс за 2010 г.
През 2014 г. е издаден романът му „Тъмният регион“. Той е исторически роман, в който събитията се развиват по време на английската гражданска война и горите на Северна Америка, едно от най-бурните времена в историята на Британските острови, както политически, така и религиозни.
Романът му „Остров Фадог“ (Ynys Fadog) е исторически епос за развитието на една уелска общност в Америка в периода от 1818 до 1937 г. – от времето на осемнадесети век до президентството на Франклин Делано Рузвелт и Голямата депресия от 30-те години.
Заедно с академичната и писателската си дейност участва като автор за три документални сериала за Уелската телевизия 4 (S4C), като един от тях, „Уелсците от Гражданската война в Америка“ печели наградата BAFTA.
Джери Хънтър живее със семейството си в Бангор.

## Произведения

### Самостоятелни романи
- Ceffylau'r Cymylau (2010)[1][3]
- Gwenddydd (2010)
- Gwreiddyn Chwerw (2012)
- Ebargofiant (2014)
- Y Fro Dywyll (2014) – издаден и като Dark Territory
Тъмният регион, изд. „Матком“ (2018), прев. Даниел Тодоров
- Ynys Fadog (2018)

### Документалистика
- Soffestri’r Saeson : Historiography and Identity in Tudor (2000)[1][2]
- Llwch Cenhedloedd (2003)
- I Ddeffro Ysbryd y Wlad: Robert Everett a’r Ymgyrch yn erbyn Caethwasanaeth Americanaidd (2007)
- Welsh Writing from the American Civil War (2007)
- Llwybrau Cenhedloedd (2012)